# Receptor de elétron
Um receptor,  aceitador ou aceptor de elétron é uma entidade química que recebe (aceita) elétrons transferidos de outro composto. É um agente oxidante que, em virtude de sua aceitação de elétrons, é ele mesmo reduzido no processo. O termo “receptor” de elétrons é considerado errôneo, ainda que grande parte da literatura ainda o use, incluindo o meio acadêmico.
Agentes oxidantes típicos sofrem alteração química permanente através da química da reação covalente ou iônica, resultando na transferência completa e irreversível de um ou mais elétrons. Em muitas circunstâncias químicas, no entanto, a transferência de carga de um doador de elétron pode ser apenas fracional, o que significa que um elétron não é completamente transferido, mas resulta numa ressonância eletrônica entre o doador e o receptor. Isto leva à formação de complexos de transferência de carga nos quais os componentes conservam amplamente suas identidades químicas.
O poder de recepção de elétron de uma molécula receptora é medido por sua afinidade eletrônica que é a energia liberada quando é preenchido seus mais baixo orbital molecular desocupado (LUMO).
O balanço energético global (ΔE), i.e., energia adquirida ou perdida, numa transferência de doador-receptor de elétrons é determinada pela diferença entre a afinidade eletrônica do receptor (A) e o potencial de ionização (I) do doador de elétron:
{\displaystyle {\Delta }E=A-I\,}.
Em química, uma classe de receptores de elétron que adquire não apenas um, mas um conjunto de dois pares de elétrons que formam uma ligação covalente com uma molécula de receptor de elétrons, é conhecida como um ácido de Lewis. Este fenômeno dá origem a um vasto campo da química de [acidos e bases de Lewis. As forças condutoras para o comportamento dos doadores e receptores de elétrons em química baseiam-se nos conceitos de eletropositividade (para doadores) e eletronegatividade (receptores) de entidades atômicas ou moleculares.

## Exemplos
Exemplos de receptores de elétron incluem oxigênio, nitrato, ferro (III), manganês (IV), sulfato, dióxido de carbono, ou em alguns micro-organismos os solventes clorados tais como tetracloroetileno (PCE), tricloroetileno (TCE), dicloroeteno (DCE), e cloreto de vinila (VC). Essas reações são de interesse não só porque permitem que os organismos obtenham energia, mas também porque estão envolvidos na biodegradação de contaminantes orgânicos. Quando os profissionais de limpeza usam atenuação natural controlada para limpar locais contaminados, a biodegradação é um dos principais processos contribuintes..
Em biologia, um receptor de elétron terminal é um composto que recebe ou aceita um elétron durante a respiração celular ou fotossíntese. Todos os organismos obtém energia por transferir elétrons de um doador para um receptor de elétron. Durante este processo (cadeia de transporte de elétron) o aceitador de elétron é reduzido e o doador de elétron é oxidado.